# Pelstergasthuis

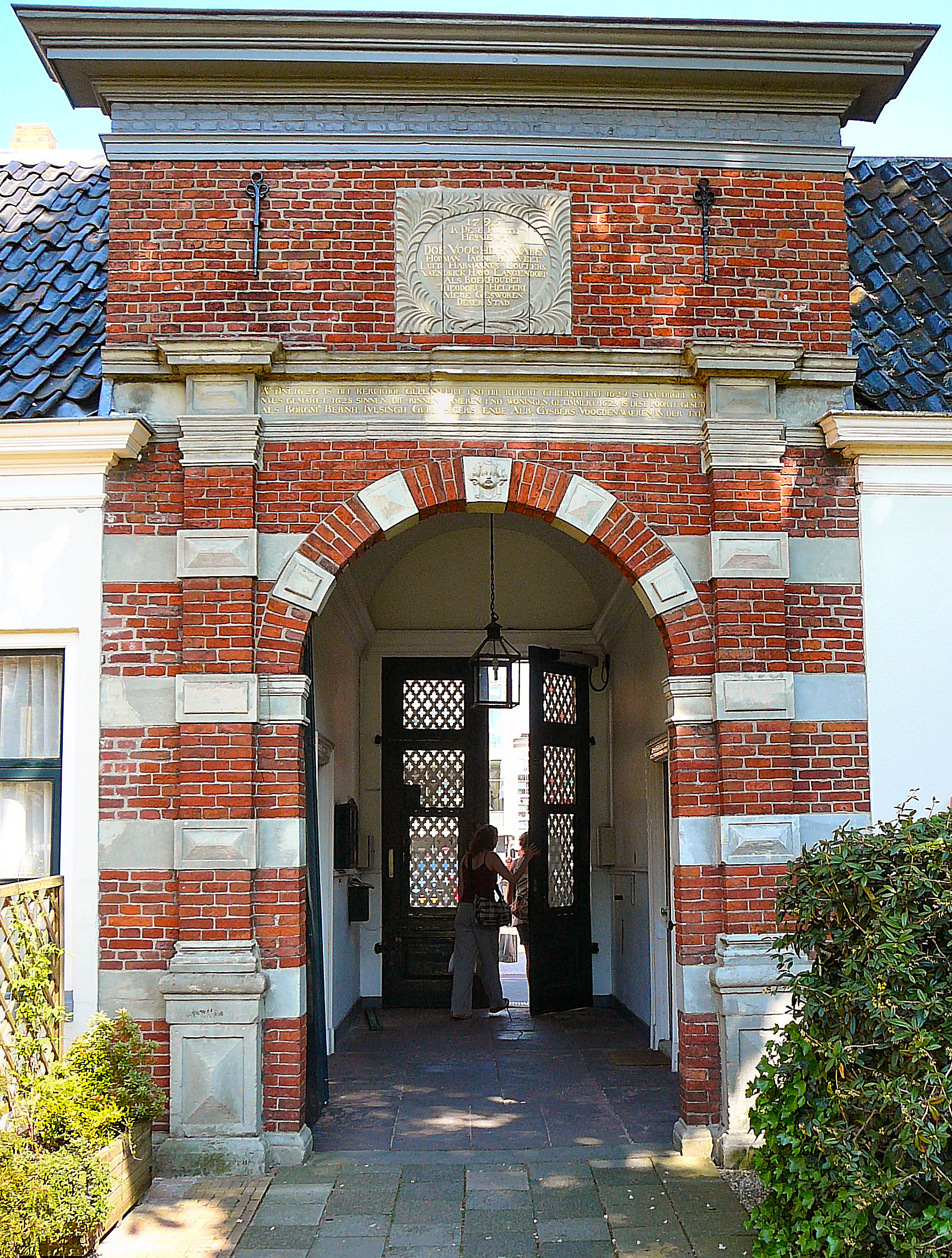
Portal

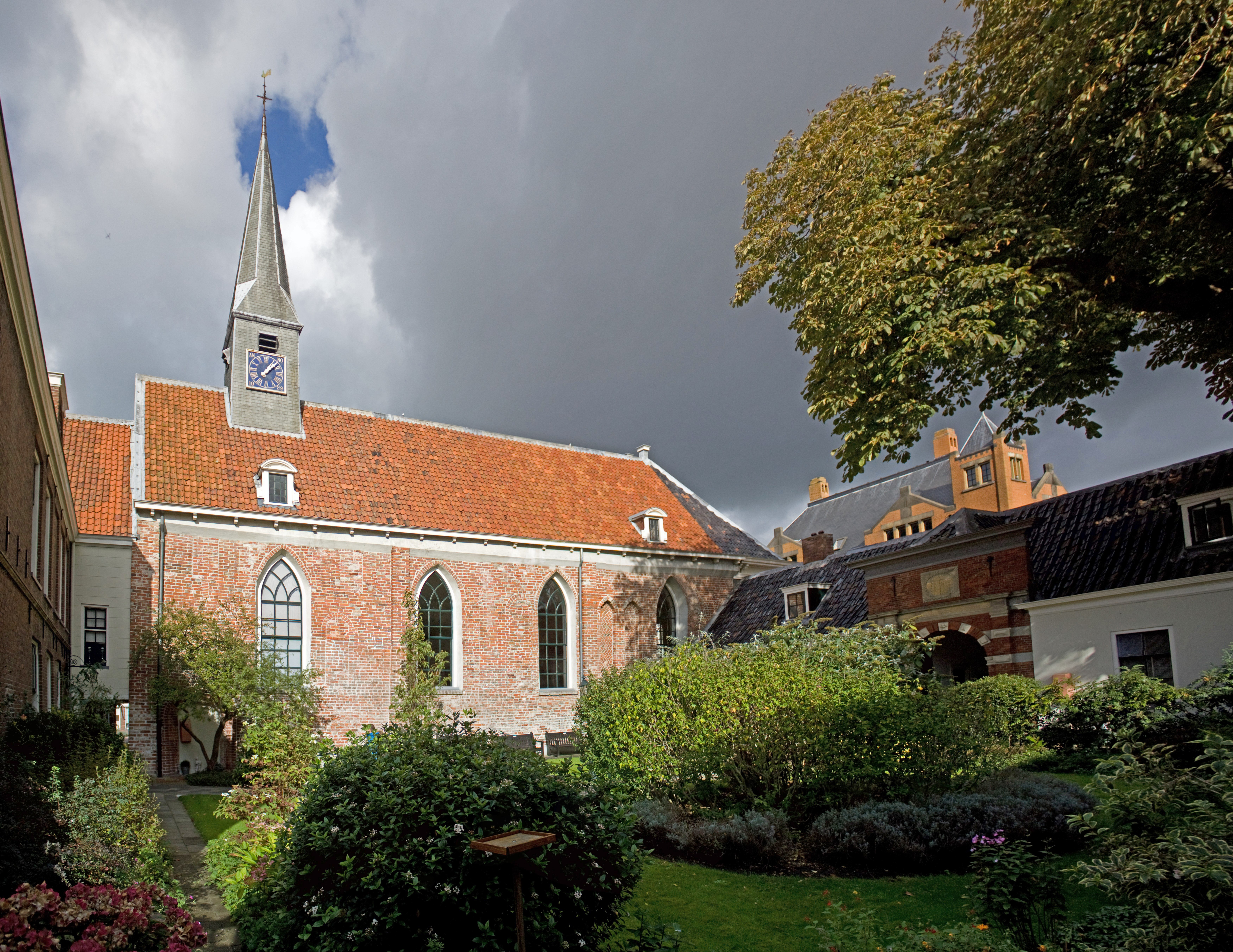
Hof im Pelstergasthuis Groningen

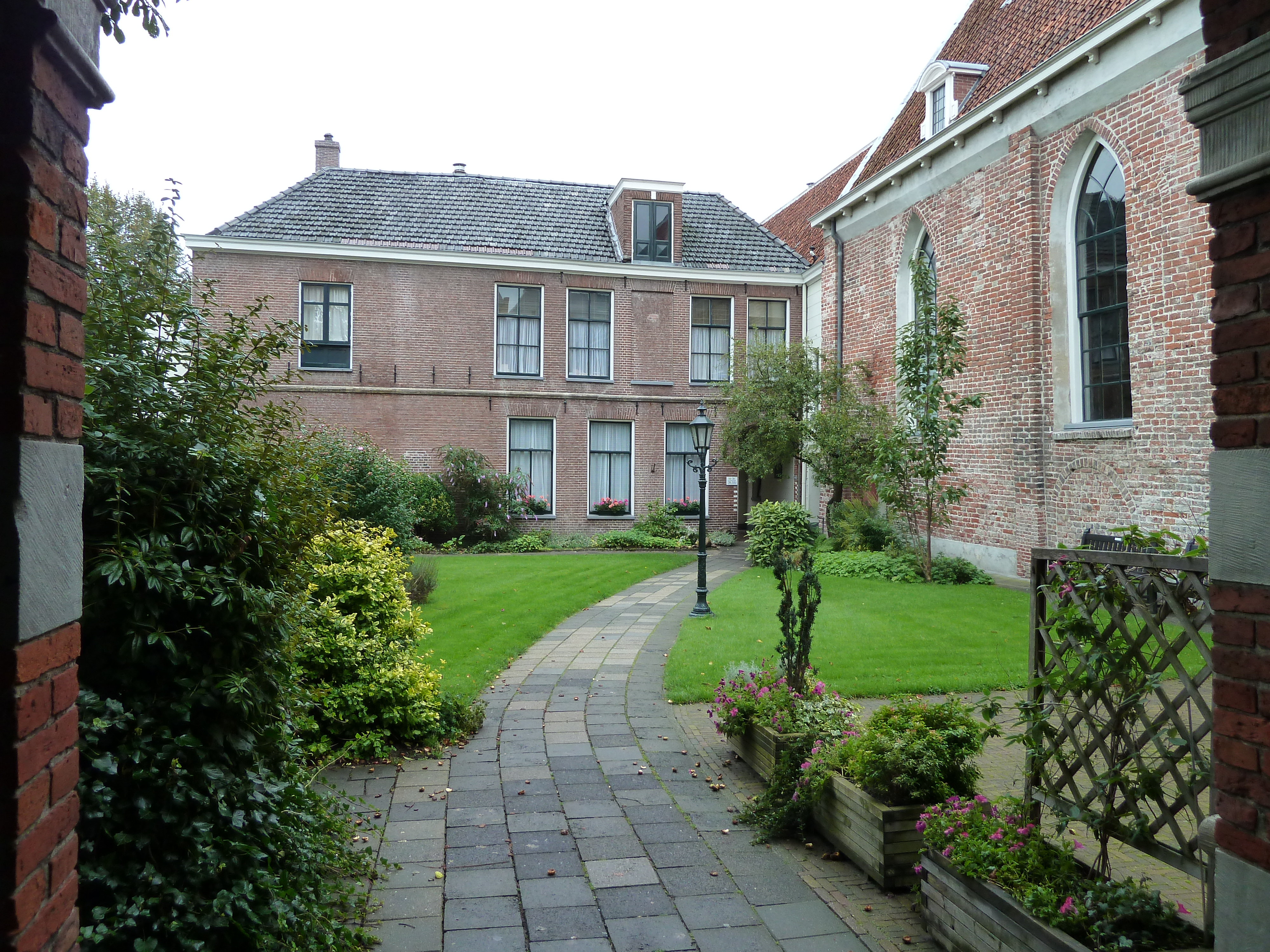
Hofansicht

Das Pelstergasthuis ist ein Gästehaus (hofje) in Groningen. Sein offizieller Name ist das Heilige Geestgasthuis, aber im Allgemeinen wird es nach der Pelsterstraat benannt, an der es steht. Es ist das größte und älteste Gästehaus in Groningen, eines der ältesten Gästehäuser in den Niederlanden und ein registriertes Kulturdenkmal.

## Geschichte
Das Gründungsdatum ist unbekannt, liegt aber wahrscheinlich im dreizehnten Jahrhundert. Die erste Erwähnung des Gästehauses stammt aus dem Jahr 1267, als Papst Clemens IV. die Erlaubnis zum Bau einer Kapelle und eines Friedhofs erteilte. Die Kapelle, die Pelstergasthuiskerk, ist somit der älteste erhaltene Teil des Gasthauses. Sie hat eine wertvolle Orgel von Hinsz aus dem Jahr 1774 und die älteste Glocke in Groningen (1459). Im 13. Jahrhundert wurde in der Nähe der Kapelle das „hospitael ten Hillighen Gheeste“ eingerichtet, wo durchreisende Fremde (Pilger und Landstreicher), Arme und Schwache gepflegt wurden. Das Gästehaus lag – wie damals für Gästehäuser üblich – etwa an der Stadtmauer, etwas westlich des südlichen Herepoorts. Bereits im 14. Jahrhundert kamen Menschen in das Hospiz, die ihr gesamtes Hab und Gut spendeten, um dort kostenlos zu wohnen, oder sich eine „Provenienz“ (von „proeve“, „beweisen“) kauften. Bis 1342 war das Heilige Geestgasthuis wahrscheinlich das einzige in Groningen (es sind keine Dokumente über andere Hospize in dieser Zeit bekannt), aber in diesem Jahr wurde ein zweites Kloster in Groningen von Appingedamer Eremiten gegründet (wahrscheinlich das Armen-Kloster, das 1674 zum Armhuiszittend-Kloster wurde). Im Jahr 1422 wurde das Jurgiens Gasthuis (Heiliges Jurriënsgasthuis; im 16. Jahrhundert außer Gebrauch, 1599 wurden alle Güter dem Roten Waisenhaus zugeschlagen) als Nebengebäude des Heiligen Geestgasthuis gegründet, um als Leprakrankenhaus für „Lazarusesche Menschen“ zu dienen. Im 16. Jahrhundert wurde es zunehmend in ein Proveniershuis umgewandelt und aus dieser Zeit stammen die ersten Dokumente über die Aufnahmebedingungen. Schon damals hatte die Stadt de facto die Macht über das Hospiz, denn sie ernannte die Verwalter des Hospizes.
Nach der Kapitulation von Groningen änderte sich die Funktion des Hospizes auf die „Unterbringung und Pflege von hochbetagten Männern und Frauen“. Bevor dies geschah, wurde der „Provisorhof“ (Apfelgarten) 1624 verkauft. Ein Jahr später begannen die Renovierungs- und Sanierungsarbeiten, zu denen auch die Einebnung des Kirchhofs im Jahr 1626 gehörte. Im Jahre 1628 wurde die Spitalstation (nördlich des Gästehauses) verkauft, um sie als städtisches Lager (für Waffen und Munition) zu nutzen. Das doppelte weiße Kreuz, das Emblem des Kreuzritterordens und später des Heilig-Geist-Ordens, ist noch immer am hinteren Tor des Gästehauses zu sehen. Im Jahr 1629 wurde das Tor zur Pelsterstraat errichtet (1725 erneuert). Andere Teile des Komplexes wurden laut einer Inschrift verkauft, wie zum Beispiel die Getreidelagerhallen in Richtung Nieuwstad und die Gemüsegärten in Richtung Vismarkt. Teile davon wurden auch als Gießerei oder Arbeitshaus umgestaltet. Der gesamte nördliche Teil der ursprünglichen Anlage verschwand damit in anderen Händen.
Im Jahre 1645 brannte die Bäckerei an der Südseite des Gasthauses ab. Inschriften erwähnen verschiedene Renovierungen im 18. Jahrhundert, wie beispielsweise den Umbau der Wachstube im Jahre 1751 und eine Erweiterung der Kapelle zur Angleichung an den ehemaligen Spitalsaal zwischen 1773 und 1774. Im Jahr 1855 erhielt die Fassade der Kapelle nach einem Entwurf von Jan Maris ein neoklassizistisches Aussehen. Das Gästehaus wurde zwischen 1972 und 1978 unter der Leitung von Coenraad Liebrecht Temminck Groll restauriert.

## Aufbau
Zum Gästehaus gehören drei Höfe und eine Kapelle. Unter dem Komplex aus dem 13. Jahrhundert westlich der Kapelle befinden sich Kellerräume mit originalen Lampennischen (für Kerzen oder Öllampen). Darüber befanden sich die Wiegestube und das Wächterzimmer (mit Stuckdecke und Kamin von 1751). Rechtwinklig dazu befinden sich Flügel von Häusern, die ursprünglich aus dem 14. Jahrhundert stammen. Südlich der Kirche befindet sich ein Hof, der durch den Bau von Häusern an der Nieuwstad im 15. Jahrhundert und den Bau eines Torhausflügels an der Pelsterstraat im 16. Jahrhundert entstanden ist, der um 1860 verputzt wurde. Der Westflügel an der Nieuwstad stammt aus dem 17. Jahrhundert (Tor von 1636) und wurde später umgebaut und verputzt (Tor von 1724). Die anderen Flügel an der Nord- und Westseite des Gästehauses stammen aus späterer Zeit.